# Platylabus dolorosus
Platylabus dolorosus là một loài tò vò trong họ Ichneumonidae.